# Clarence Campbell
Clarence Sutherland Campbell (* 9. Juli 1905 in Fleming, Saskatchewan; † 24. Juni 1984) war ein kanadischer Sportfunktionär und von 1946 bis 1977 der dritte Präsident der National Hockey League.

## Karriere

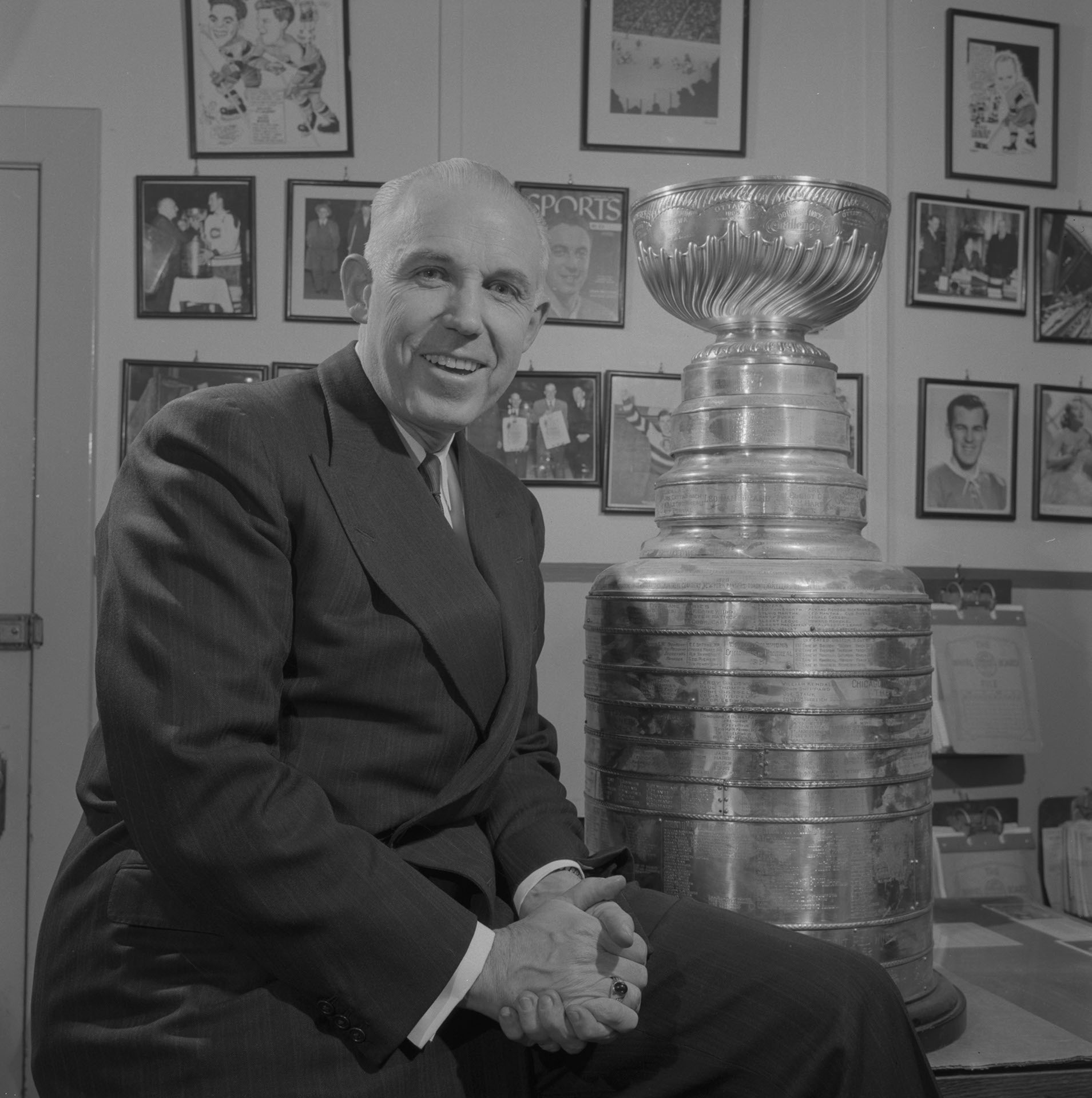
Clarence Campbell 1957 mit dem Stanley Cup

Er beendete 1926 erfolgreich sein Studium der Rechtswissenschaften an der University of Alberta und verdiente sich ein Stipendium an der Universität Oxford. In den sechs Jahren, die er in England verbrachte, war er sowohl beim Eishockey als auch beim Lacrosse als Schiedsrichter aktiv.
Nach seiner Rückkehr nach Kanada befand sich das Land in der Wirtschaftskrise. Er nahm einen Job in einer Anwaltskanzlei in Edmonton an und war auch in der CAHA als Schiedsrichter aktiv. Hierbei fiel er durch gute Leistungen den Verantwortlichen der NHL auf und wurde zu Beginn der Saison 1936/37 verpflichtet. In seiner ersten Saison leitete er das Spiel, bei dem sich Howie Morenz schwer verletzte und später den Verletzungen erlag. Dank guter Leistungen wurde er auch für die Leitung eines Halbfinalspiels zwischen den Detroit Red Wings und den Montréal Canadiens nominiert.
Ab 1940 war er für die kanadische Armee im Einsatz. Er begann seine militärische Karriere ganz unten, schaffte es bis zum Kriegsende zum Kommandanten einer Division. 1946 war er Ankläger im Prozess gegen den Generalmajor der Waffen-SS Kurt Meyer. Er wurde mit dem Order of the British Empire ausgezeichnet.
Bei seiner Rückkehr nach Nordamerika bot man ihm eine Stelle als Assistent des NHL-Präsidenten Red Dutton an. Als Dutton einige Monate später von seinem Amt zurücktrat, schlug er Campbell als seinen Nachfolger vor und die Verantwortlichen stimmten zu.
In den ersten Jahren im Amt steigerte er die Anzahl der Spiele pro Team von 50 auf 70, ab der Saison 1947/48 führte er regelmäßig das NHL All-Star Game ein und als eine seiner wichtigsten Taten organisierte er einen Pensionsplan für die Spieler der NHL. Um für mehr Ausgeglichenheit in der Liga zu sorgen und die schwächeren Teams in den 50er Jahren, in Boston und Chicago zu stärken, führte er einen Draft innerhalb der Liga ein, da reichere Teams wie Montreal und Toronto starke junge Talente horteten. Mitte der 1960er Jahre erkannte er, dass die Liga wachsen musste, um konkurrenzfähig zu bleiben. Hierzu wurde die Liga zur Saison 1967/68 von sechs auf zwölf Teams erweitert und die Erweiterung bis 1975 auf 18 Teams vorangetrieben. Hierdurch gelang es der NHL, auch der 1972 durch die World Hockey Association aufkommende Konkurrenz Paroli zu bieten. Campbell untersagte es auch Spielern, die nicht bei einem NHL-Team unter Vertrag standen, an der Summit Series 1972 teilzunehmen. Prominentestes Opfer hiervon war Bobby Hull.
Als Campbell 1977 von seinem Amt zurücktrat, hatte er von der NHL bereits einige Ehrungen erfahren. So hatte man mit der Campbell Conference eine Conference nach ihm benannt, deren Sieger die Clarence S. Campbell Bowl bekam.
1966 wurde er mit der Aufnahme in die Hockey Hall of Fame geehrt. 1972 erhielt er die Lester Patrick Trophy.